# Zdrava Marija
Zdrava Marija (tudi Zdravamarija, latinsko: Ave Maria) je znana molitev, s katero
verniki Rimskokatoliške Cerkve (pa tudi nekaterih drugih krščanskih
Cerkva) slavijo Devico Marijo in jo prosijo za pomoč in posredovanje pri Bogu.
Zdrava Marija je tudi osnovni element daljše molitve rožnega venca, pa tudi mnogih drugih molitev.

## Besedilo
| Slovensko besedilo | Standardna latinska oblika |
| --- | --- |
| Zdrava, Marija, milosti polna, Gospod je s Teboj, blagoslovljena si med ženami in blagoslovljen je sad Tvojega telesa Jezus. Sveta Marija, mati Božja, prosi za nas grešnike, zdaj in ob naši smrtni uri. Amen. | Avē Marīa, grātia plēna, Dominus Tēcum, benedicta tū in mulieribus et benedictus frūctus ventris Tuī, Iēsus. Sāncta Marīa, māter Deī, ōrā prō nōbīs peccātōribus nunc et in hōrā mortis nostrae. Āmēn. |

Molitev zdravamarije se je izoblikovala precej pozno, zato je zgoraj navedena oblika molitve značilna zlasti za Rimskokatoliško Cerkev, v drugih Cerkvah je bil zgodovinski razvoj drugačen.
Latinska beseda Ave pomeni pozdrav, torej Zdravo. V molitvi beseda zdrava ne govori o Marijinem zdravju, ampak je zgolj prevod pozdrava - zdrava, pozdravljena. Prvi del molitve (Zdrava Marija) izhaja iz Svetega pisma: besede Zdrava Marija, milosti polna, Gospod je s teboj so besede nadangela Gabriela ob Marijinem obiskanju (L 1,26-38). Besede blagoslovljena si med ženami in blagoslovljen je sad tvojega telesa Jezus pa je pozdravni vzklik Elizabete, ko jo je obiskala Marija, ki je bila noseča (LK 1,39-45).
Pravoslavni kristjani slavijo Marijo z molitvijo Božja mati Devica (srbsko, rusko: Богородице Дево [Bogorodice Devo]), ki ima besedilo:
Božja mati Devica, raduj se. 

Milosti polna Marija, Gospod je s teboj. 

Blagoslovljena si ti med ženami 

in blagoslovljen je sad tvojega telesa Jezus, 

saj si rodila Odrešenika naših duš.